# Љубомир Радивојевић
Љубомир Радивојевић (Сремска Каменица, 1818 — 1895) био је српски лекар и просветни добротвор.

## Биографија
Љубомир Радивојевић се родио 1818. године у Сремској Каменици, од оца Илије и мајке Дафине. Његов отац Илија Радивојевић био је надзорник (рентмајстер) једног тамошњег спахилука. Брат Ливије Радивојевић био је познати правник и српски патриота у Хрватској.
Школовао се у Каменици и Сегедину, где је завршио гимназију. Био је питомац Текелијине задужбине у Пешти током студија, од 1841. године. Завршио је и карловачку Богословију. На студијама прво је слушао право, па се пребацио на медицину; докторирао је целокупно лекарство. Након завршетка Медицинског факултета у Пешти 1845. године, преселио се у Србију. Као лекар радио је у Кнежевини Србији наредних 20 година. Седамдесетих година 19. века био је српски добровољац у Босанско-херцеговачком устанку, а 1867. године један од Срба учесника на Свесловенском конгресу.
Објавио је пар стручних књига, те више стручних радова и популарних написа. Био је члан "Друштва Руских врачева" (лекара) у Москви (1867). Написао је следеће књиге хигијенских и лекарских поука:
- "Поучење како се чува и негује здравље женскиња и мале деце", Београд 1867.
- "Поучење о видању рана и других повреда", Београд 1867.[1]

Радио је као лекар - градски физикус у Новом Саду. Године 1868. престао је да ради као лекар и вратио се у своје родно место. Старост проводи у радној Каменици, где има кућу и добар виноград. Чест гост му је у винограду књижевник Јован Грчић Миленко. Уплативши пуну чланарину од 10 дуката постао је члан Матице српске. Био је од 1885. године до смрти члан Књижевног одељења "Матице српске" у Новом Саду. Сваке године је традиционално прилагао по један дукат Српској Новосадској гимназији.
Љубомир Радивојевић је преминуо на Велики петак 1895. године у својој родној Каменици. Сахрањен је, по својој жељи, на први дан Ускрса. У некрологу се за њега каже: Он је био велики Србин и патриота, и целим својим животом и радом ревносно и одано служио је српској мисли и идеји.

## Задужбина Др Љубомира Радивојевића
Радивојевић је 1889. године изразио своју жељу да помогне оснивање што већег броја хуманитарних и просветних друштава и да се овима даду материјална средства да она свој благодатни рад могу што боље развити у духу истинске просвете и моралног васпитања народа. Након његове смрти деловао је Одбор Задужбине др Љубомира Радивојевића у Београду. Још за живота одредио је у тестаменту (20. јула и 23. августа 1889. и коначно од 2. јула 1892) Министарство Просвете Краљевине Србије, за извршиоца његовог завештања од преко 100.000 динара (или 50.000 дуката). Био је то већи део његовог породичног имања у Срему. Наменио је новац за ширење просвете и културе у српском народу. Потребни капитал је достигао жељени износ 1902. године и од тада је активан Одбор, на чијем је челу увек председник СКА. Радивојевић је одредио да се од прихода из његове задужбине једне године набављају и као поклон додељују најбоље српске књиге, а друге године да СКА помогне изучавање словенске филологије и историје српског народа. Одбор задужбине је расписивао конкурсе за најбоље писане темате из неке од примењених области: агрикултурна хемија, ратарство, храна и становање и женска ручна радиност. Одбор Задужбине је сваке године поклањао ђацима на стотине популарних наслова књига. Др Милан Јовановић Батут је написао књигу о њему: "Др Љубомир Радивојевић просветни добротвор српски" Београд 1912. године.